# Las Polski
Las Polski – czasopismo branżowe leśników i jeden z tytułów najdłużej utrzymujących się na rynku wydawniczym. Ukazuje się od 1921 r., obecnie w cyklu dwutygodniowym. Podejmuje tematykę z zakresu leśnictwa i ochrony przyrody. Redakcja mieści się w Warszawie (ul. Kaliska 1/7).
Czasopismo powstało w 1921 r. jako organ Związku Zawodowego Leśników Polskich i wydawane było w cyklu miesięcznym. Od 1936 r. aż do ostatniego przedwojennego numeru, który ukazał się w czerwcu 1939 r., wydawcą była spółka pod nazwą „Prasa Leśna”. Pierwszy numer powojenny trafił do czytelników w lipcu 1946 r. Wówczas pismo związane było ze spółdzielnią „Las”, a następnie w roku 1947 stało się organem Związku Zawodowego Pracowników Leśnych i Przemysłu Drzewnego. W tym czasie było dodatkiem do „Głosu Leśnika i Drzewiarza”. W 1948 r., ze względów ekonomicznych, wstrzymano wydawanie „Lasu Polskiego” na cztery miesiące. Stan ten trwał aż do początku 1949 r., kiedy to miesięcznik powrócił na rynek. Rok później patronem „Lasu Polskiego” zostało Polskie Naukowe Towarzystwo Leśne. W 1951 r. rolę wydawcy przejęło i pełniło do czerwca 1991. Państwowe Wydawnictwo Rolnicze i Leśne (PWRiL). W 1956 r. „Las Polski” stał się dwutygodnikiem wydawanym przez PWRiL pod patronatem Stowarzyszenia Inżynierów i Techników Leśnictwa i Drzewnictwa (SITLiD).
W 1991 r. podjęto decyzję o zaprzestaniu wydawania „Lasu Polskiego”. Po kilkumiesięcznej przerwie tytuł powrócił na rynek, ukazując się nakładem prywatnego wydawcy – Oficyny Wydawniczej „Oikos”. W dalszym ciągu był to dwutygodnik, choć w pierwszym okresie drukowane były wyłącznie numery podwójne. Wydawca podjął też decyzję o wznowieniu kontaktów z SITLiD oraz Polskim Towarzystwem Leśnym, stając się członkiem wspierającym obydwu organizacji.
Oprócz redaktora naczelnego redakcję zwykle uzupełniało od 2 do 5 osób oraz liczne grono korespondentów terenowych. Od 2001 r. nad zawartością pisma czuwa Rada Programowa (reaktywowana po dziesięcioletniej przerwie).
Przed wojną łamy „Lasu Polskiego” zdominowała tematyka organizacyjna, szczególnie konieczność poprawy bytu leśników oraz stanu lasów. Często pojawiały się również zagadnienia związane z ekonomią, publikowano treść nowych aktów prawnych. Po wojnie obok kwestii odbudowy zniszczonych lasów i kraju, bardzo dużo uwagi poświęcano sprawom technicznym, racjonalizatorstwu i unowocześnianiu polskiego leśnictwa. W latach 70. wyraźnie wzrosło zainteresowanie sprawami ochrony przyrody oraz leśnictwem zagranicznym. Ten stan utrzymuje się praktycznie do początku lat 90. W okresie ostatnich 15 lat, obok typowo technicznych i poradnikowych artykułów, na łamy czasopisma często powraca tematyka statusu leśnika oraz kierunków rozwoju polskiego leśnictwa. Pismo jest otwarte na polemiki, szczególnie dotyczące funkcjonowania Państwowego Gospodarstwa Leśnego Lasy Państwowe i rynku drzewnego. Ze stron niemal nie schodzą artykuły poświęcone ochronie lasu, ochronie przyrody oraz historii leśnictwa. Pismo zwraca też uwagę na znaczenie leśnictwa dla zrównoważonego rozwoju kraju. Pełni również rolę informacyjną oraz środowiskową dla ludzi pracujących w różnych dziedzinach leśnictwa.
Przez wiele lat organizowany był przez redakcję konkurs fotograficzny „Las w moim obiektywie”, objęty patronatem przez ministra środowiska i dyrektora generalnego Lasów Państwowych. Pismo obecnie ukazuje się w nakładzie 7 tys. egzemplarzy. Wydawca ze względu na specyficzny charakter dwutygodnika, nie zdecydował się na jego szeroką dystrybucję w kioskach i salonach prasowych. „Las Polski” jest dostępny w prenumeracie realizowanej przez Oficynę Wydawniczą „Oikos” sp. z o.o.

## Redaktorzy naczelni[1]
- Józef Zagórski (1921–1922, nr 11/1924)
- Jan Piotr Kloska (1922–1924)
- Adam Szwarz (1924–1931)
- Marian Nunberg (1932–1936)
- Józef Rosiński (1936–1938)
- Władysław Płoński (1938–1939)
- Józef Kostyrko (1946–1948)
- Maksymilian Kreutzinger (1949–1952)
- Nikodem Godera (1952–1966)
- Stanisław Kasprzyk (1966–1976)
- Ryszard Lech Borowy (1976–1989)
- Tadeusz Szymaniak (1989–1991)
- Ewa Kwiecień (1991–1999)
- Artur Sawicki (1999–2005)
- Krzysztof Kajzer (2005–2010)
- Rafał Zubkowicz (2010–2017)
- Urszula Zubert-Bereza (2017– )